# 마이 키류
마이 키류(일본어: 木竜麻生, 1994년 7월 1일 ~ )는 일본의 배우이다.